# Temocillina
La temocillina è un antibiotico del gruppo delle penicilline appartenente alla classe dei β-lattamici

## Microbiologia e utilizzi clinici
Temocillina recentemente sta venendo rivalutata per la sua attività nei confronti di batteri produttori di ESBL, AMPc e/o carbapenemasi di tipo KPC. La molecola non è attiva nei confronti di Pseudomonas, Acinetobacter ed anaerobi. Gli usi clinici per cui disponiamo di maggiore letteratura sono: infezioni delle vie urinarie, batteriemie e polmoniti. Temocillina è anche somministrabile in infusione continua il che rende il farmaco interessante anche in ottica di "outpatient parenteral antibiotic therapy".

## Effetti collaterali
Fra gli effetti collaterali orticaria, febbre, dolore addominale, rash, angioedema, anemia emolitica e malattia da siero.